# Bésignan
Bésignan település Franciaországban, Drôme megyében. Lakosainak száma 79 fő (2022. január 1.). Bésignan Buis-les-Baronnies, Le Poët-Sigillat, Sainte-Jalle, Saint-Sauveur-Gouvernet és Vercoiran községekkel határos.

## Népesség
A település népességének változása:
| Lakosok száma | 49   | 47   | 55   | 66   | 64   | 70   | 82   | 86   | 85   | 79   |
|               | 1968 | 1982 | 1990 | 2006 | 2013 | 2015 | 2017 | 2019 | 2020 | 2022 |